# Güterumgehungsbahn Karlsruhe
| Streckennummer (DB): | 4210 (Karlsruhe–Karlsruhe-Hagsfeld) 4211 (Karlsruhe–Karlsruhe-Durlach) 4213 (Karlsruhe–Karlsruhe-Brunnenstück) 4214 (Karlsruhe–Karlsruhe-Dammerstock) 4215 (Karlsruhe–Karlsruhe West) 4217 (Karlsruhe–Karlsruhe-Durlach) |                                                   |                                                   |
| Spurweite: | 1435 mm (Normalspur) |                                                   |                                                   |
| Streckenklasse: | D4 |                                                   |                                                   |
| Stromsystem: | 15 kV 16,7 Hz ~ |                                                   |                                                   |
| | |                                                   |                                                   |
| \| \| \| von Graben-Neudorf S 9 \| \| \| \| 4,2 \| Karlsruhe-Hagsfeld \| Karlsruhe-Hagsfeld \| \| \| \| nach Karlsruhe Hbf S 9 \| \| \| \| \| Rheintalbahn von Bruchsal S 3S 31S 32 \| \| \| \| \| Stadtbahn von Heilbronn, Pforzheim S 4S 5 \| \| \| \| \| Strecke von Pforzheim \| \| \| \| 2,4 \| Karlsruhe-Durlach \| Karlsruhe-Durlach \| \| \| \| Stadtbahn nach Karlsruhe Marktplatz S 4S 5 \| \| \| \| \| Bk Geisenrain \| \| \| \| \| zum Gleisbauhof (zum ehem. Karlsruher Gbf) \| \| \| \| \| Rheintalbahn nach Karlsruhe Hbf S 3S 31S 32 \| \| \| \| \| vom ehem. Durlacher Pbf/Gbf \| \| \| \| \| (VzG-Strecken 4210, 4217, 4211, ?) \| \| \| \| \| zum ehem. Karlsruher Gbf, nach Karlsruhe Hbf \| \| \| \| 0,0 \| Karlsruhe Gbf (ehem. Karlsruhe Rbf) \| Karlsruhe Gbf (ehem. Karlsruhe Rbf) \| \| \| \| Albtalbahn S 1S 11 \| \| \| \| \| (VzG-Strecken 4215, 4214, 4213) \| \| \| \| \| Rheintalbahn von Karlsruhe Hbf S 71S 81 \| \| \| \| \| von Karlsruhe Hbf S 7S 8 \| \| \| \| 4,3 \| Karlsruhe-Dammerstock (Abzw) \| Karlsruhe-Dammerstock (Abzw) \| \| \| \| nach Rastatt S 7S 8 \| \| \| \| 5,0 \| Karlsruhe Brunnenstück (Abzw) \| Karlsruhe Brunnenstück (Abzw) \| \| \| \| Rheintalbahn nach Rastatt S 71S 81 \| \| \| \| \| Pfälzische Maximiliansbahn von Karlsruhe Hbf S 52 \| \| \| \| \| \| \| \| \| 5,6 \| Karlsruhe West \| Karlsruhe West \| \| \| \| Pfälzische Maximiliansbahn nach Wörth S 52 \| \| \| \| \| \| \| \| Quellen: [1][2] \| \| \| \| | |                                                   |                                                   |
| Strecke | | von Graben-Neudorf S 9                            | von Graben-Neudorf S 9                            |
| Bahnhof | 4,2 | Karlsruhe-Hagsfeld                                | Karlsruhe-Hagsfeld                                |
| Abzweig geradeaus und nach rechts | | nach Karlsruhe Hbf S 9                            | nach Karlsruhe Hbf S 9                            |
| Strecke · Strecke | | Rheintalbahn von Bruchsal S 3S 31S 32             | Rheintalbahn von Bruchsal S 3S 31S 32             |
| Strecke · U-Bahn-Strecke von links · Kreuzung mit U-Bahn geradeaus unten | | Stadtbahn von Heilbronn, Pforzheim S 4S 5         | Stadtbahn von Heilbronn, Pforzheim S 4S 5         |
| Strecke · Abzweig geradeaus und von links | | Strecke von Pforzheim                             | Strecke von Pforzheim                             |
| Strecke · U-Bahn-Haltepunkt / Haltestelle · Bahnhof | 2,4 | Karlsruhe-Durlach                                 | Karlsruhe-Durlach                                 |
| Kreuzung mit U-Bahn geradeaus unten · U-Bahn-Strecke nach rechts · Strecke | | Stadtbahn nach Karlsruhe Marktplatz S 4S 5        | Stadtbahn nach Karlsruhe Marktplatz S 4S 5        |
| Blockstelle · Strecke | | Bk Geisenrain                                     | Bk Geisenrain                                     |
| Abzweig geradeaus und nach rechts · Strecke von links · Abzweig geradeaus und nach rechts | | zum Gleisbauhof (zum ehem. Karlsruher Gbf)        | zum Gleisbauhof (zum ehem. Karlsruher Gbf)        |
| Kreuzung geradeaus unten · Kreuzung geradeaus unten · Abzweig ehemals geradeaus und nach rechts | | Rheintalbahn nach Karlsruhe Hbf S 3S 31S 32       | Rheintalbahn nach Karlsruhe Hbf S 3S 31S 32       |
| Strecke · Strecke · Abzweig geradeaus und von links (Strecke außer Betrieb) | | vom ehem. Durlacher Pbf/Gbf                       | vom ehem. Durlacher Pbf/Gbf                       |
| Strecke nach links · Abzweig geradeaus, von rechts und ehemals von links · Strecke nach rechts (außer Betrieb) | | (VzG-Strecken 4210, 4217, 4211, ?)                | (VzG-Strecken 4210, 4217, 4211, ?)                |
| Abzweig ehemals quer und von links · Abzweig geradeaus und nach rechts | | zum ehem. Karlsruher Gbf, nach Karlsruhe Hbf      | zum ehem. Karlsruher Gbf, nach Karlsruhe Hbf      |
| Dienststation / Betriebs- oder Güterbahnhof | 0,0 | Karlsruhe Gbf (ehem. Karlsruhe Rbf)               | Karlsruhe Gbf (ehem. Karlsruhe Rbf)               |
| Kreuzung geradeaus unten | | Albtalbahn S 1S 11                                | Albtalbahn S 1S 11                                |
| Strecke von links · Abzweig geradeaus, nach links und nach rechts · Strecke von rechts | | (VzG-Strecken 4215, 4214, 4213)                   | (VzG-Strecken 4215, 4214, 4213)                   |
| Kreuzung geradeaus unten · Kreuzung geradeaus unten · Abzweig geradeaus und von rechts | | Rheintalbahn von Karlsruhe Hbf S 71S 81           | Rheintalbahn von Karlsruhe Hbf S 71S 81           |
| Kreuzung geradeaus unten · Abzweig geradeaus und von rechts · Strecke | | von Karlsruhe Hbf S 7S 8                          | von Karlsruhe Hbf S 7S 8                          |
| Strecke · Blockstelle · Strecke | 4,3 | Karlsruhe-Dammerstock (Abzw)                      | Karlsruhe-Dammerstock (Abzw)                      |
| Strecke · Strecke · Strecke | | nach Rastatt S 7S 8                               | nach Rastatt S 7S 8                               |
| Strecke · Blockstelle | 5,0 | Karlsruhe Brunnenstück (Abzw)                     | Karlsruhe Brunnenstück (Abzw)                     |
| Strecke · Strecke | | Rheintalbahn nach Rastatt S 71S 81                | Rheintalbahn nach Rastatt S 71S 81                |
| Kreuzung geradeaus unten · Strecke von rechts | | Pfälzische Maximiliansbahn von Karlsruhe Hbf S 52 | Pfälzische Maximiliansbahn von Karlsruhe Hbf S 52 |
| Abzweig geradeaus und von links · Strecke nach rechts | |                                                   |                                                   |
| Dienststation / Betriebs- oder Güterbahnhof | 5,6 | Karlsruhe West                                    | Karlsruhe West                                    |
| Strecke | | Pfälzische Maximiliansbahn nach Wörth S 52        | Pfälzische Maximiliansbahn nach Wörth S 52        |
| | |                                                   |                                                   |
| Quellen: | |                                                   |                                                   |

Die Güterumgehungsbahn Karlsruhe ist eine ausschließlich vom Güterverkehr genutzte Eisenbahnstrecke südlich der Innenstadt von Karlsruhe, die den Karlsruher Güterbahnhof an die von Karlsruhe ausgehenden Strecken anbindet und es Güterzügen ermöglicht, den stark frequentierten Karlsruher Hauptbahnhof zu umgehen.
Die Güterumgehungsbahn gehört der höchsten Streckenklasse D4 an. Das bedeutet, die zulässige Radsatzlast beträgt 22,5 t und die Meterlast beträgt 8,0 t/m. Sie ist mit Punktförmiger Zugbeeinflussung (PZB90) ausgerüstet.

## Geschichte
Die Strecke wurde von den Großherzoglich Badischen Staatseisenbahnen für den am 1. Mai 1895 eröffneten Rangierbahnhof im Süden der Stadt angelegt. Im Osten wurde sie zum einen über einen einfachen Abzweig von der Strecke zwischen altem Karlsruher Hauptbahnhof und altem Durlacher Bahnhof angeschlossen, zum anderen unterquerte ein Gleis zur ebenfalls 1895 eröffneten Strecke nach Graben die besagte Strecke Hauptbahnhof–Durlach.
Im Westen wurde sie, ebenfalls mit einfachen Abzweigen, mit der damals bestehenden Strecke vom alten Karlsruher Hauptbahnhof nach Ettlingen West und – diese unterquerend – mit der, auch 1895 eröffneten, Bahnstrecke Graben-Neudorf–Rastatt nach Durmersheim verbunden. Ein weiterer Ast entstand als Verbindung mit den Strecken Richtung Wörth in Form der Verbindung Karlsruhe Güterbahnhof–Karlsruhe West–Mühlburg. Die Strecke nach Mannheim über Eggenstein erhielt zunächst keine direkte Anbindung an den Rangierbahnhof. Erst 1913 wurde die Strecke Mühlburg–Neureut ergänzt, die fortan direkte Fahrten vom Rangierbahnhof nach Eggenstein ermöglichte.
1913 wurde der neue Hauptbahnhof nahe dem Rangierbahnhof errichtet. Dabei wurden die Güterverkehrsstrecken größtenteils kreuzungsfrei aus den Personenverkehrsstrecken ausgefädelt und um weitere Gleise ergänzt. Der Abschnitt Karlsruhe West–Mühlburg der Güterumgehungsbahn diente fortan auch den Personenzügen zum neuen Hauptbahnhof und wird daher heute nicht mehr der Güterumgehungsbahn zugeordnet.

## Güterbahnhof

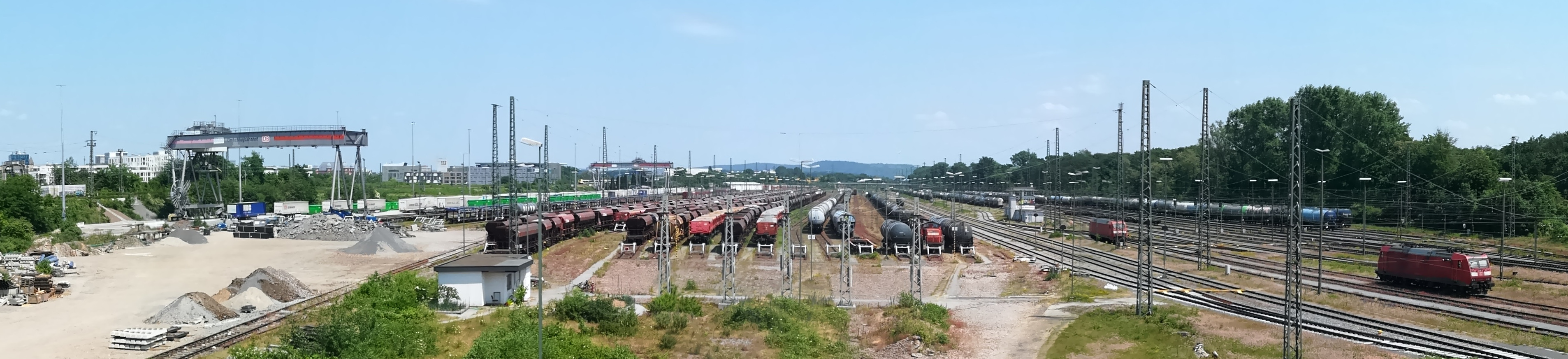
Mittlerer Teil des Karlsruher Güterbahnhofs

Der Güterbahnhof erstreckt sich über eine Ost-West-Ausdehnung von 3,5 km und eine Breite von bis zu 300 m zwischen dem Karlsruher Hauptbahnhof und dem Oberwald. Ursprünglich war er als einseitiger Rangierbahnhof mit einer fünfgleisigen Einfahrgruppe im Westen, einem zweigleisigen Ablaufberg und einer zuletzt 28-gleisigen Richtungsgruppe angelegt. Im Osten der Anlage befand sich eine Nachordnungsgruppe mit einem eingleisigen Ablaufberg. Am südlichen Rand der Anlage verläuft die zweigleisige Güterumgehungsbahn, die sich im Güterbahnhof zu einem 11-gleisigen Gleisfeld aufweitet. Am nördlichen Rand des Bahnhofs befindet sich ein 1999 angelegtes Containerterminal, das eine kleinere, ältere Anlage im Osten des Geländes ersetzte. In den Jahren 2010 bis 2014 wurden jährlich circa 50.000 Ladungseinheiten umgeschlagen. Die Gleise des Containerterminals wurden 2022/23 von 500 m auf 650 m Nutzlänge verlängert. An der Wolfartsweierer Straße befindet sich zudem eine zweigleisige Ladestelle.
Seit der Einstellung des Ablaufbetriebs im Jahre 2004 wurden die beiden Ablaufberge sowie die Nachordnungsgruppe stillgelegt und die Gleise abgebaut. Von der ehemaligen Einfahrgruppe werden drei Gleise für durchgehende Züge weitergenutzt, die anderen Gleise wurden stillgelegt. Die Gleise der ehemaligen Richtungsgruppe sind nur noch einseitig angebunden und dienen der Güterwagen- und Baulogistik (Stand 2022).
Bis zur Einstellung des Stückgutverkehrs durch die Deutsche Bahn war dem Güterbahnhof eine Güterabfertigung angegliedert. Diese befand sich im Bereich der heutigen Ludwig-Erhard-Allee und wurde über eine Sägefahrt erreicht. Die Anlage wurde 1996 abgebrochen. Eine zweite Güterabfertigung in Karlsruhe-Durlach war bis zu ihrer Stilllegung im Jahr 1990 ebenfalls an den Güterbahnhof angebunden.
Im Umfeld des Güterbahnhofs befindet sich außerdem der Gleisbauhof der Deutschen Bahn sowie bis 1997 das Ausbesserungswerk Karlsruhe, die an den Güterbahnhof angebunden sind bzw. waren.
Seit November 2011 wird der Güterbahnhof von einem elektronischen Stellwerk gesteuert, das die zuvor vorhandenen mechanischen und elektromechanischen Stellwerke ersetzte.
Karlsruhe Gbf ist heute ein zentraler Knotenpunkt der SBB Cargo International im Chemieverkehr. Hier kommen täglich Züge aus vier Himmelsrichtungen an, deren Wagen neu gruppiert werden, um kurze Zeit später mit den Anschlusszügen weiterzurollen.

## Güterumgehungsbahn

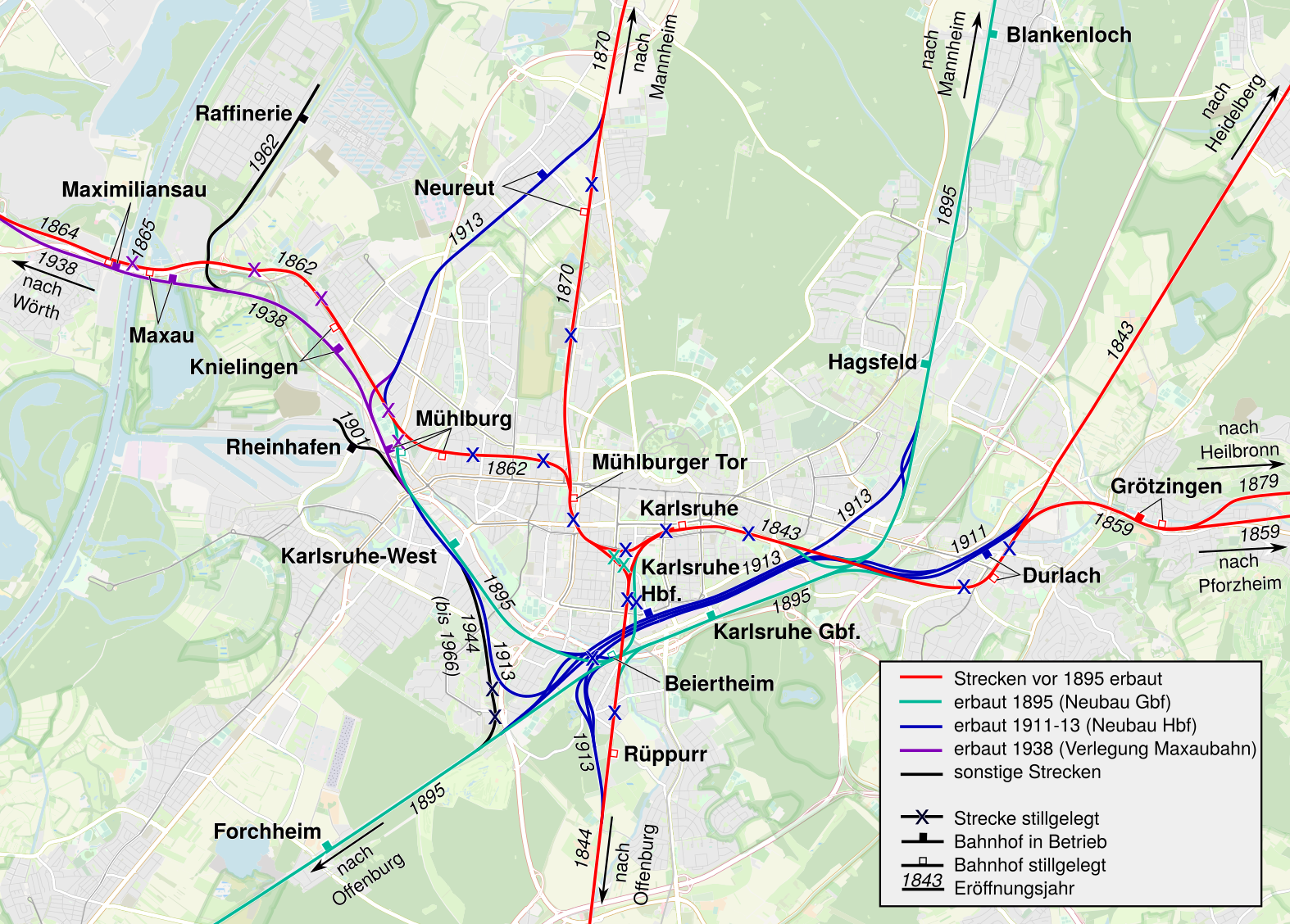
Entwicklung des Eisenbahnnetzes in Karlsruhe. Güterumgehungsbahn und Strecke Graben-Neudorf–Rastatt in türkis.

Die Güterumgehungsbahn bindet den Güterbahnhof an die von Karlsruhe ausgehenden Eisenbahnstrecken an und ermöglicht es durchlaufenden Güterzügen, das Stadtgebiet unter Umgehung des Hauptbahnhofs zu durchqueren. Die Güterumgehungsbahn besteht aus mehreren Strecken, die alle in den Güterbahnhof münden. Diese sind die von Osten einbindenen Strecken:
- Strecke 4210: Karlsruhe Güterbahnhof–Karlsruhe Hagsfeld mit Anbindung an die Strecke nach Schwetzingen, zweigleisig, elektrifiziert
- Strecke 4217: Karlsruhe Güterbahnhof–Karlsruhe-Durlach mit Anbindung an die Strecke nach Heidelberg, eingleisig, elektrifiziert
- Strecke 4211: Karlsruhe Güterbahnhof–Karlsruhe-Durlach mit Anbindung an die Strecke nach Mühlacker, eingleisig (bis 2002 zweigleisig), elektrifiziert

Von Westen binden folgende Strecken ein:
- Strecke 4213: Karlsruhe Güterbahnhof–Abzweig Brunnenstück mit Anbindung an die Strecke nach Ettlingen West–Rastatt, zweigleisig, elektrifiziert
- Strecke 4214: Karlsruhe Güterbahnhof–Abzweig Dammerstock mit Anbindung an die Strecke nach Durmersheim–Rastatt, zweigleisig, elektrifiziert
- Strecke 4215: Karlsruhe Güterbahnhof–Karlsruhe-West mit Anbindung an die Strecke nach Wörth(Rhein) sowie den Rheinhafen, eingleisig, elektrifiziert

## Ausbau
Für das Containerterminal ist eine weitere Verlängerung der Gleise auf 720 m Nutzlänge sowie die Beschaffung eines dritten Krans vorgesehen. Für das Jahr 2030 wird ein Umschlagvolumen von 79.000 Ladungseinheiten erwartet.
Der Güterbahnhof Karlsruhe sowie die Anschlussstrecken nach Norden und Süden werden bis 2025 mit dem European Train Control System (ETCS) ausgestattet werden.
Von den Planungen für eine Neubaustrecke zwischen Mannheim und Karlsruhe ist auch der Güterbahnhof Karlsruhe betroffen. Untersucht werden Erweiterungen des Bahnhofs, um die neue Strecke in den Bahnhof einzubinden.